# 正月初八
正月初八，农历正月第八天。

## 出生
- 日本正保三年（1646年），德川幕府第五代將軍德川纲吉。（1709年2月19日逝世）

## 逝世
- 宋英宗治平四年，北宋皇帝宋英宗。(1032年2月16日出生)
- 日本寛永19年，安土桃山時代至江戶時代的日本僧侶及作家安樂庵策傳。(1554年)

## 节假日和习俗
- 顺星节
- 農稷帝君聖誕、五殿森羅王聖誕

## 其他内容
- 十斋日

## 参看
- 日历
- 正月初六 - 正月初七 - 正月初八 - 正月初九 - 正月初十
- 腊月初八 - 正月初八 - 二月初八
- 正月 - 二月 - 三月 - 四月 - 五月 - 六月 - 七月 - 八月 - 九月 - 十月 - 十一月 - 腊月
- 公历1月8日